# Attageninae
Attageninae es una subfamilia de coleópteros polífagos pertenecientes a la familia Dermestidae.

## Tribus
- Apphianini - Attagenini - Egidyellini

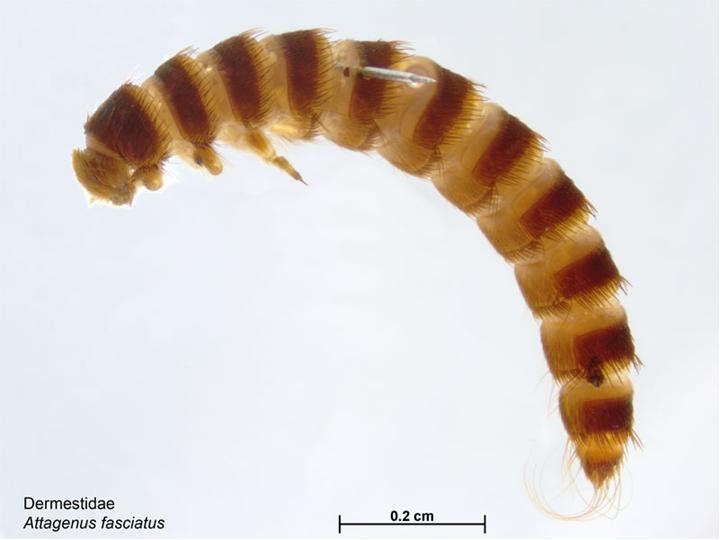
Attagenus fasciatus larva

Géneros
- Apphianus
- Araphonotos
- Attagenus
- Egidyella
- Katkaenus
- Novelsis
- Paranovelsis
- Sefrania
- †Eckfeldattagenus